# Chester Carlson
Chester Floyd Carlson (Seattle, 8 februari 1906 - New York, 19 september 1968) was een Amerikaans wetenschapper, uitvinder en advocaat. Hij ontwikkelde het eerste kopieerapparaat dat xerografische afdrukken vervaardigde.
Carlson studeerde onder andere aan Caltech waar hij in 1930 afstudeerde in natuurkunde. Hij kon moeilijk een baan vinden, en ten slotte ging hij voor Bell Labs werken, waar hij in 1933 wegens de Grote Depressie werd ontslagen. Uiteindelijk werd hij hoofd van de octrooi-afdeling bij  P. R. Mallory Company. Omdat teksten vaak moesten worden vermenigvuldigd dacht Carlson na over een manier om dat sneller te kunnen doen. Het maken van kopieën van documenten werd nog belangrijker toen hij een avondstudie rechten ging volgen aan de New York Law School. 
Omdat Carlson geen geld had voor studieboeken schreef hij die met de hand over. 
In de openbare bibliotheek vond hij ten slotte een artikel van de Hongaarse natuurkundige Pál Selényi dat hem op het juiste spoor zette. Volgens het artikel kon een afdruk worden gemaakt door een document af te tasten met een lichtstraal en het af te beelden op een trommel door verschillen in elektrostatische lading. Door de trommel vervolgens te bestuiven met poeder en dit poeder op papier over te brengen en te fixeren kwam een afdruk tot stand.
Op 22 oktober 1938 maakte Carlson na vier jaar onderzoek zijn eerste xerografische afdruk. Op 19 november 1940 werd het octrooi toegekend. Zijn kopieersysteem werd pas een commercieel succes toen het bedrijf Haloid Company in 1947 het octrooi kocht en kopieermachines op de markt bracht die gebruik maakten van zijn uitvinding. Het bedrijf wijzigde later de naam in Xerox.
Na zijn dood kende Chester Carlson een deel van zijn fortuin toe aan het werk van professor Ian Stevenson aan de Universiteit van Virginia, die onderzoek deed naar het verschijnsel reïncarnatie, en dat inmiddels door anderen wordt voortgezet. 
- Gemeinsame Normdatei: 131608193
- International Standard Name Identifier: 0000 0000 2942 5564
- Library of Congress Control Number: n86834762
- Nationale Bibliotheek van Tsjechië: js20060310004
- Nederlandse Thesaurus van Auteursnamen: 274569000
- PIC: 288367
- SNAC: w6hx41xt
- Virtual International Authority File: 60219034
- WorldCat: E39PBJrGvM6dFyJpVdrxfkjHmd